# Camillo Procaccini

Natividade

Camillo Procaccini (1561 -  21 de agosto de 1629) foi um pintor italiano. É também chamado de Vasari da Lombardia por causa de suas muitas decorações em afresco ao estilo Maneirista. 
Nascido em Bolonha, era filho do pintor Ercole Procaccini e irmão mais velho de Giulio Cesare e Carlo Antonio, ambos pintores.
O órgão da Catedral de Milão foi pintado por ele, em 1590, junto com Giuseppe Meda e Ambrogio Figino. Outra obra são os afrescos na nave e abside da Catedral de Piacenza, junto com Ludovico Carracci. 
Entre seus alunos, estava Carlo Biffi.